# Fryksdals nedre tingslag
Fryksdals nedre tingslag var ett tingslag i Värmlands län i Fryksdals domsaga. Tingsplats var Sunne.
Tingslaget inrättades 1745 i Östersysslets domsaga efter en delning av ett gemensamt Fryksdals tingslag. Det motsvarade södra delen av Fryksdals härad.
Fryksdals tingslag (före 1745)
Tingslaget uppgick den 1 januari 1948 i Fryksdals tingslag.

## Omfattning

### Socknarna i häraderna
- Fryksdals härad (södra delen)